# Eurhinosaurus
Eurhinosaurus är ett släkte ichthyosaurier som levde under början av jura. Fossil av Eurhinosaurus har påträffats i Tyskland, Frankrike, Storbritannien och Schweiz. Den enda kända arten är Eurhinosaurus longirostris.
Eurhinosaurus hade ett egenartat utseende med en överkäke som var dubbelt så lång som underkäken och med utstickande tänder, liknande en modern sågfisk. Eurhinosaurus kunde bli upp till två meter lång.